# Limnonectes ibanorum
Espèce
Synonymes
- Rana ibanorum Inger, 1964

Statut de conservation UICN

 LC  : Préoccupation mineure
Limnonectes ibanorum est une espèce d'amphibiens de la famille des Dicroglossidae.

## Répartition
Cette espèce est endémique de Bornéo. Elle se rencontre en dessous de 500 m d'altitude au Kalimantan, au Sarawak et au Brunei.

## Description
Le mâle holotype mesure 102,8 mm.

## Étymologie
Cette espèce est nommée en référence aux Iban.

## Publication originale
- Inger, 1964 : Two new species of frogs from Borneo. Fieldiana, Zoology, vol. 44, no 20, p. 151-159 (texte intégral).